# Finnia Wunram
Finnia Wunram (* 18. Dezember 1995 in Eckernförde) ist eine ehemalige deutsche Becken- und Freiwasserschwimmerin. Im offenen Gewässer erzielte sie bislang (Stand: Ende Juni 2015) drei deutsche Meistertitel.

## Erfolge im Becken
Bei den Deutschen Schwimmmeisterschaften 2013 in Berlin konnte die Siebzehnjährige in 4:49,89 min einen dritten Platz über 400 m Lagen für den SC Magdeburg verbuchen; den Titel holte sich Kathrin Demler (4:45,15) von der SG Essen vor Tina Rüger (4:49,10) vom SV Nikar Heidelberg.
Bereits ein Jahr zuvor war sie, noch für das Swim-Team Stadtwerke Elmshorn antretend, bei den Deutschen Schwimmmeisterschaften 2012 Dritte in 4:52,38 min über dieselbe Strecke (hinter Katharina Schiller, 4:44,52, und Tina Rüger 4:51,22) geworden.
2014 standen ein dritter Platz über 400 m Lagen in 4:49,96 min (hinter Vereinskollegin Franziska Hentke, 4:47,40 und Tina Rüger, 4:49,60) und ein vierter in 16:47,70 über 1500 m Freistil (hinter Sarah Köhler, 16:26,28, Isabelle Härle, 16:27,09 und Leonie Antonia Beck, 16:32,75) zu Buche.

## Freiwassermeisterschaften
Bei den Deutsche Meisterschaften im Freiwasserschwimmen 2013 Ende Juni auf der Regattastrecke Duisburg-Wedau gewann Finnia Wunram ihren ersten nationalen Titel. Über fünf Kilometer siegte sie in 59:32,43 Minuten. Über zehn Kilometer wurde sie Zweite. Die Wettkämpfe litten unter niedrigen Wassertemperaturen, die bei den Herren zu einer Verkürzung der 25-km-Distanz auf 15 km führten.
2014 auf der Regattabahn Hamburg-Allermöhe wurde Wunram wie im Vorjahr Zweite über zehn Kilometer, diesmal hinter Isabelle Härle von der SG Essen (2:01:35,97) in der Zeit von 2:01:40,10 Stunden vor der 5-km-Siegerin Patricia Wartenberg (2:01:56,08).
Einen Höhepunkt ihrer Schwimmerkarriere schaffte Wunram bei den Deutschen Freiwassermeisterschaften 2015 im Bodensee bei Lindau: Sie wurde Doppelmeisterin über fünf und zehn Kilometer. Mit beiden Zeiten verpasste Wunram wie ihre Konkurrentinnen Wartenberg und Svenja Zihsler, die jeweils Zweite und Dritte wurden, aufgrund widriger Windverhältnisse die DSV-Norm für die Schwimmweltmeisterschaften 2015 im russischen Kasan.
Dort gewann sie dennoch nominiert auf der Kasanka vor der Welterbestätte des Kasaner Kreml die Bronzemedaille über 5 Kilometer in 58:51,8 min hinter der Titelverteidigerin, der US-Amerikanerin Haley Anderson (58:48,4), und der Griechin Kalliopi Araouzou (58:49,8). Bei den Schwimmweltmeisterschaften 2019 in Südkorea gewann die von Bundestrainer Bernd Berkhahn trainierte Athletin die Silbermedaille über 25 km.
Am 16. Oktober 2021 gab Finnia Wunram ihren Abschied vom Leistungssport bekannt.